# 미야기현 미술관
미야기현 미술관(宮城県美術館 미야기켄비주쓰칸[*])은 일본 미야기현 센다이시 아오바구에 있는 미술관이다.

## 같이 보기
- 센다이시 박물관